# دان مک‌کنزی (شناگر)
دان مک‌کنزی (به انگلیسی: Don McKenzie) (زادهٔ ۲۹ نوامبر ۱۹۵۱) شناگر اهل ایالات متحده آمریکا است.